# Papiro delle miniere

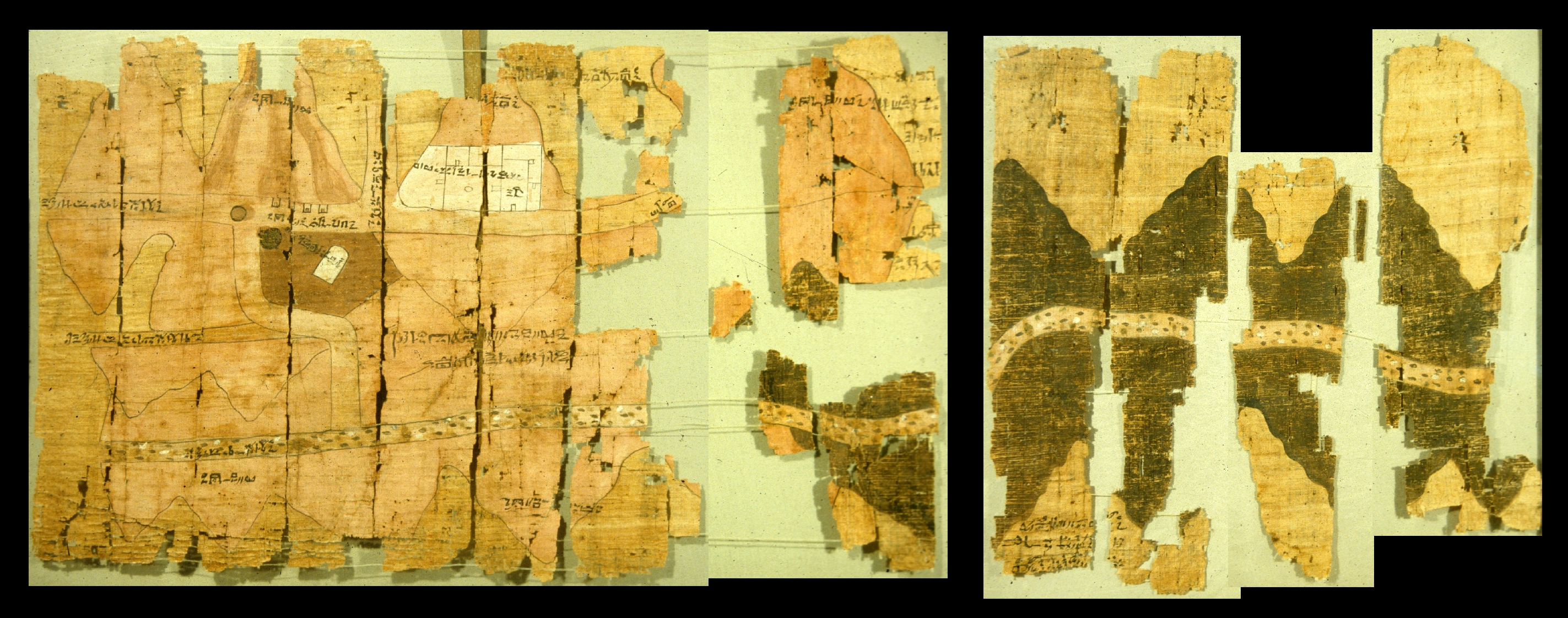
Papiro delle miniere (metà sinistra)

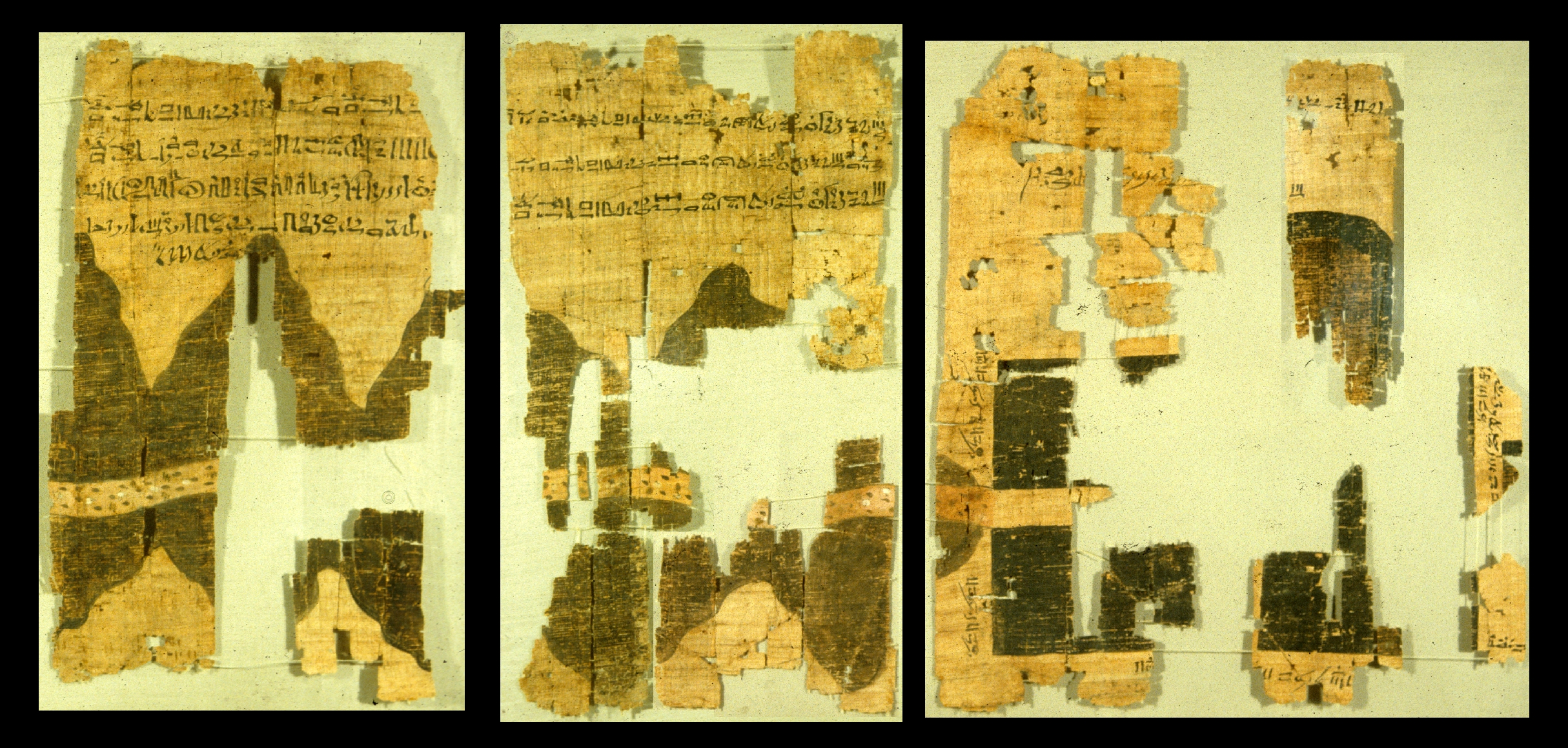
Papiro delle miniere (metà destra)

Il cosiddetto Papiro delle miniere è una mappa, risalente al Nuovo Regno dell'Egitto, conservata presso il Museo Egizio di Torino. Si tratta di una delle più antiche carte geografiche conosciute. Contiene, oltre al disegno, numerosi altri testi scritti in ieratico nel lato posteriore, o verso.
In passato è anche stato soprannominato "papiro di Seti I", ma tale attribuzione è stata messa in dubbio e il Museo Egizio indica la data 1156–1150 a.C. sotto il regno di Ramesse IV. Apparteneva allo scriba di Deir el-Medina Amennakht, figlio di Ipuy, che ne è anche considerato autore.

## Descrizione
La mappa è orientata con il Sud verso l’alto, cioè verso le sorgenti del Nilo. Rappresenta una regione montuosa attraversata da uadi (o wadi, antichi letti di torrente prosciugati); gli studi effettuati hanno dinostrato che si tratta del ramo principale nello Uadi Hammamat, una lunga valle (circa 200 km) che si trova nel Deserto orientale in Egitto lungo la via carovaniera che collegava la Valle del Nilo al Mar Rosso.

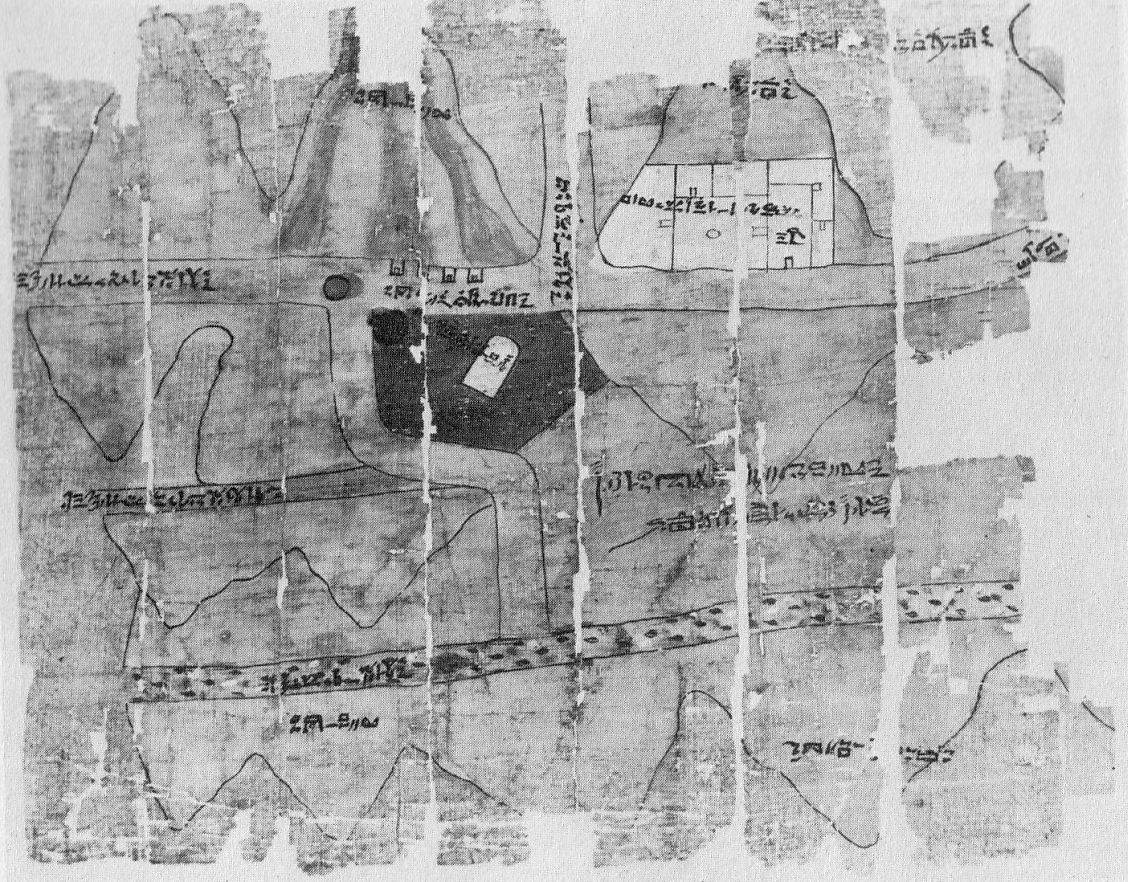
particolare del sito minerario